# Ewa Konieczny
Ewa Konieczny (ur. 1 kwietnia 1989) – polska judoczka, mistrzyni Europy juniorek (2008), siedmiokrotna mistrzyni Polski seniorek, wicemistrzyni Letniej Uniwersjady (2013), medalistka mistrzostw Europy seniorek (2014), startująca w kategorii 48 kg.

## Kariera sportowa
Przez całą karierę występowała w barwach Czarnych Bytom.
W 2007 została wicemistrzynią, a w 2008 mistrzynią Europy juniorek. Jej największymi sukcesami w karierze seniorskiej był brązowy medal mistrzostw Europy w turnieju drużynowym w 2014 oraz wicemistrzostwo Uniwersjady w 2013 również w turnieju drużynowym.
w 2004 została brązową medalistką mistrzostw Polski kadetek, w 2005 mistrzynią Polski kadetek, w 2006, 2007 i 2008 mistrzynią Polski juniorek, w 2010 i 2011 młodzieżową mistrzynią Polski. Na mistrzostwach Polski seniorek zdobyła osiem złotych medali (2009, 2011, 2012, 2014, 2015, 2016, 2018, 2019), trzy srebrne medale (2008, 2013, 2021) oraz dwa brązowe medale (2007, 2010).